# Liechtenstein en los Juegos Olímpicos de Atenas 2004
Liechtenstein estuvo representado en los Juegos Olímpicos de Atenas 2004 por un deportista masculino que compitió en tiro deportivo.
El portador de la bandera en la ceremonia de apertura fue el tirador Oliver Geissmann. El equipo olímpico liechtensteiniano no obtuvo ninguna medalla en estos Juegos.